# Distretto di Naushahro Feroze
Il distretto di Naushahro Feroze (in urdu: ضلع نوشهرو فیروز) è un distretto del Sindh, in Pakistan, che ha come capoluogo Naushahro Feroze. Nel 1998 possedeva una popolazione di 1.087.571 abitanti.